# Кронауэр, Бригитта

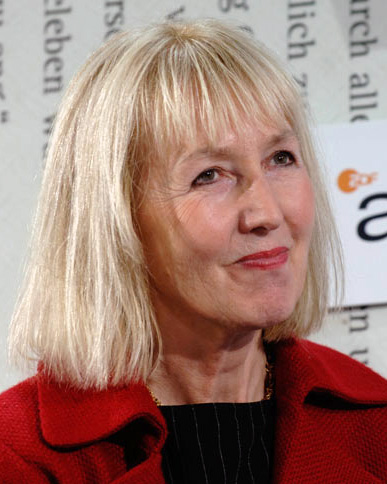
Бригитта Кронауэр (2005)

Бригитта Кронауэр (нем. Brigitte Kronauer, * 29 декабря 1940 г. Эссен; † 22 июля 2019 г.  Гамбург) - немецкая писательница, лауреат многочисленных литературных премий. Педагог и доцент. 

## Жизнь и творчество
Кронауэр родилась в Рурской области на западе Германии. Писать оригинальные истории начала ещё в детстве, в чём ей помогал отец. Обладая неразборчивым почерком, Бригитта под руководством отца занималась чистописанием и правописанием, постепенно переходя от текстов, даваемых ей, к сочинённым ею самой. Первыми "взрослыми" её произведениями были пьесы для радио, которые она рассылала в различные студии и издательства. Высшее образование получила по специальностям педагогика и германистика. После окончания университета несколько лет проработала учителем в Аахене и Гёттингене. В 1970 - е и 1980 - е годы Бригитта много сотрудничала с австрийским журналом «das pult» и его издателем Клаусом Зандлером. Профессиональная писательская деятельность началась после переезда в Гамбург, которым Бригитта восхищалась. Уже её первый роман - «Фрау Мюленбек дома» (1980) принёс ей известность. Другой её роман, получивший признание - «Чёртов мост» (2000), действие которого происходит в городке Ароза в Швейцарии, где Кронауэр часто проводит свой отпуск. 
В 1988 году писательница стала членом Немецкой академии языка и поэзии. Она - лауреат многочисленных литературных премий и премий в области культуры: премия Фонтейна города Берлина (1985), премия Генриха Бёлля (1989), литературная премия Рурской области (2001), премия Гриммельсгаузена за роман «Чёртов мост», премия Георга Бюхнера (2005), Баварская премия в области литературы (премия Жан-Поля, 2011), премия Лейпцигской литературной ярмарки (2017), баварская премия Максимилиана (2016), премия Томаса Манна (2017) и др. Награждена баварским орденом Максимилиана.
Как доцент читала лекции по литературе в университетах Гейдельберга (1997), Цюриха (1998, 2012), Вены (2011), Лейпцига (2011), Тюбингена (2011).

## Личная жизнь
Бригитта Кронауэр была замужем за искусствоведом Армином Шрайбером, но с начала 1970 -х годов жила в Гамбурге вместе с ним и с художником Дитером Асмусом одной семьёй (полиамория). 

## Сочинения (избранное)
- «Рита Мюнстер» (Rita Münster., 1983, роман)
- «Скачущий лучник» (Berittener Bogenschütze., 1986, роман)
- «Женщина в подушках» (Die Frau in den Kissen., 1990, роман)
- «Носовой платок» (Das Taschentuch., 1994, роман)
- «Чёртов мост» (Teufelsbrück., 2000, роман)
- «Потребность музыки и гор» (Verlangen nach Musik und Gebirge. , 2004, роман)
- «Стыдливый убийца» (Errötende Mörder., 2007, роман)
- «Два чёрных охотника» (Zwei schwarze Jäger., 2009, роман)
- «Прекрасная, жалкая, нестойкая» (Das Schöne, Schäbige, Schwankende., 2019, роман)
- «Луг» (Die Wiese., 1993, рассказы)
- «Пустынь и её пророк» (Die Einöde und ihr Prophet., 1996, рассказы и эссе)
- «Проделки Дивы» (Die Tricks der Diva., 2004, новеллы)
- «Фрау Мелани, фрау Марта и фрау Гертруда. Три рассказа» (Frau Melanie, Frau Martha und Frau Gertrud. Drei Erzählungen.. 2005, рассказы)
- «В горах» (Im Gebirg., 2011)
- «Женские платья» (Die Kleider der Frauen. Geschichten., 2008, новеллы).
- «Неотвратимый ход вещей» (Der unvermeidliche Gang der Dinge., 1974)
- «Революция подражания» (Die Revolution der Nachahmung., 1975)
- «Двузначность. Эссе и эскизы» (Zweideutigkeit. Essays und Skizzen., 2002)

## Дополнения
- Brigitte Kronauer на страницах веб-сайта «Klett-Cotta Verlags»
- комментарии библиотеки Берлинского университета